# Hrabstwo Berkshire
Hrabstwo Berkshire (ang. Berkshire County) – hrabstwo w USA, w zachodniej części stanu Massachusetts. W roku 2000 zamieszkiwane przez 134 953 mieszkańców. Centrum administracyjne (ang. county seat) hrabstwa mieści się w Pittsfield.

## Miasta
- Adams
- Alford
- Becket
- Cheshire
- Clarksburg
- Dalton
- Egremont
- Florida
- Great Barrington
- Hancock
- Hinsdale
- Lanesborough
- Lee
- Lenox
- Monterey
- Mount Washington
- New Ashford
- New Marlborough
- North Adams
- Otis
- Peru
- Pittsfield
- Richmond
- Sandisfield
- Savoy
- Stockbridge
- Tyringham
- Washington
- West Stockbridge
- Williamstown
- Windsor

## CDP
- Adams
- Cheshire
- Great Barrington
- Housatonic
- Lee
- Lenox
- Williamstown